# Falslev
Falslev er en mindre bebyggelse i Falslev-Vindblæs Sogn), indtil 2007 Onsild Herred, Århus Amt, nu Mariagerfjord Kommune. Bebyggelsen er beliggende nord for Kastbjerg Å ved landevejen mellem Mariager og Vindblæs.
I 1682 bestod Falslev af 8 gårde og 3 huse med jord. Det samlede dyrkede areal udgjorde 210,6 tønder land skyldsat til 33,02 tdr hartkorn. Dyrkningsmåden var græsmarksbrug.